# Municipio de Colfax (condado de DeKalb)
El municipio de Colfax (en inglés: Colfax Township) es un municipio ubicado en el condado de DeKalb en el estado estadounidense de Misuri. En el año 2010 tenía una población de 720 habitantes y una densidad poblacional de 6,52 personas por km².

## Geografía
El municipio de Colfax se encuentra ubicado en las coordenadas 39°47′35″N 94°23′1″O / 39.79306, -94.38361. Según la Oficina del Censo de los Estados Unidos, el municipio tiene una superficie total de 110.38 km², de la cual 108,3 km² corresponden a tierra firme y (1,88 %) 2,08 km² es agua.

## Demografía
Según el censo de 2010, había 720 personas residiendo en el municipio de Colfax. La densidad de población era de 6,52 hab./km². De los 720 habitantes, el municipio de Colfax estaba compuesto por el 98,61 % blancos, el 0,28 % eran afroamericanos, el 0,42 % eran amerindios, el 0,14 % eran asiáticos y el 0,56 % eran de una mezcla de razas. Del total de la población el 0,28 % eran hispanos o latinos de cualquier raza.